# Wilhelm von Friemersheim
Wilhelm von Friemersheim († 1385) war 1364 bis 1385 Landmeister von Livland des Deutschen Ordens.
Wilhelm von Friemersheim war der Nachfolger von Arnold von Vitinghove. Ihm folgte Robin von Eltz.